# Aclerda sellahispanica
Aclerda sellahispanica är en insektsart som beskrevs av Karl Hermann Leonhard Lindinger 1913. Aclerda sellahispanica ingår i släktet Aclerda och familjen Aclerdidae. Inga underarter finns listade i Catalogue of Life.